# رزينة
رزينة مولاة السيدة صفية بنت حيي بن أخطب (زوجة النبي محمد) وأيضًا هي خادمة النبي محمد.
قال أبو عمر حديثها عند البصريين في صوم يوم عاشوراء: رزينة خادمة رسول الله صَلَّى اللَّهُ عَلَيْهِ وَسَلَّمَ وهي مولاة صفية زوج النبي صَلَّى اللَّهُ عَلَيْهِ وَسَلَّمَ روت عنها ابنتها أمة الله، ولها أيضا صحبة في قول. روي أن النبي صَلَّى اللَّهُ عَلَيْهِ وَسَلَّمَ لما تزوج صفية بنت حيي أمهرها خادما، وهي رزينة